# Solell del Barraca

La Solella de la Roca, respecte del terme de Castellcir

El Solell del Barraca és una solana del terme municipal de Castellcir, a la comarca del Moianès.
És a la zona occidental del terme, a prop del termenal amb Castellterçol. Està situat damunt i a ponent i nord-oest de la masia d'Esplugues. Inclou tota la Quintana d'Esplugues, així com els Camps de Portet.
Es tracta de la terra que menava el Barraca, pagès de Castellcir mort vers 1960.